# Distretto di Si Nakhon
Il distretto di Si Nakhon (in thailandese: ศรีนคร) è un distretto (amphoe) della Thailandia, situato nella provincia di Sukhothai.